# 239200 Luoyang
239200 Luoyang è un asteroide della fascia principale. Scoperto nel 2006, presenta un'orbita caratterizzata da un semiasse maggiore pari a 2,7470888 UA e da un'eccentricità di 0,1524243, inclinata di 2,43738° rispetto all'eclittica.